# Det som engang var
Det som engang var је други студијски албум норвешког блек метал соло пројекта Бурцум. Снимљен је у априлу 1992. и објављен у августу 1993. преко Викернесове сопствене издавачке куће, Cymophane Productions.

## Позадина
Варг Викернес је снимио прва четири албума Бурцума између јануара 1992. и марта 1993. у Бергену. Међутим, издања су била раширена, са много мјесеци између снимања и објављивања сваког албума.
Албум је првобитно носио назив På svarte troner, али је преименован непосредно прије објављивања. Пјесма Det som en gang var (са мало другачијим правописом) појавила би се на сљедећем албуму, Hvis lyset tar oss.
Омот албума је визуелно инспирисан модулом  The Temple of Elemental Evil игрице Advanced Dungeons & Dragons. На дну омота је приказ "косе" и дрвета приказаног на првом албуму Бурцума. Омот албума је нацртала Jannicke Wiese-Hansen, која је нацртала и омот за први албум Бурзума.

## Објављивање
Det som engang var је објављен на CD-у августа 1993. преко Викернесове сопствене дискографске куће, Cymophane Productions, коју је он створио да би могао да напусти Deathlike Silence Productions, која је била у власништву гитаристе Mayhem-а Еуронимуса. Његово издање је било ограничено на око 950 примjерака. Иако су њих двоје били пријатељи, у време изласка албума су се посвађали. Викернес је 10. августа 1993. насмрт избо Еуронимоса испред његовог стана у Ослу. Ухапшен је неколико дана касније и у мају 1994. осуђен на 21 годину затвора и за убиство и за паљевине цркве.
Det som engang var је поново издат 1994. од стране Misanthropy Records, у два формата: CD и винил. Винил издање је садржало ограничено постер издање омота албума.
Након што је Викернес изашао из затвора 2009. године, поново је снимио двије пјесме са албума — Key to the Gate и Snu mikrokosmos tegn — и објавио их на албуму From the Depths of Darkness.

## Критике
| Професионални рејтинг | Професионални рејтинг |
| Резултати             | Резултати             |
| Извор                 | Рејтинг               |
| --------------------- | --------------------- |
| AllMusic              | [ 3 ]                 |
| Sputnikmusic          | [ 4 ]                 |

Едуардо Ривадавиа из Allmusic-а је написао: "Викернесова тврдња о музичком генију ускоро би била непоправљиво умрљана његовом, да тако кажемо, ваннаставном неславношћу, закопавајући све фасцинантне контрадикције својствене његовој умјетности под брутално једнодимензионалном етикетом 'убице', и, шире, присиљавајући компликовано осјећање кривице на све оне који би се усудили да искусе ову иначе убедљиву музику".

## Списак пјесама
Аутор(и) свих текстова и песама: Варг Викернес. 
| №               | Назив                 | Трајање |  |
| 1.              | Den onde kysten       | 2:20    |  |
| 2.              | Key to the Gate       | 5:10    |  |
| 3.              | En ring til aa herske | 7:09    |  |
| 4.              | Lost Wisdom           | 4:38    |  |
| 5.              | Han som reiste        | 4:50    |  |
| 6.              | Naar himmelen klarner | 3:50    |  |
| 7.              | Snu mikrokosmos tegn  | 9:36    |  |
| 8.              | Svarte troner         | 2:16    |  |
| Укупно трајање: | Укупно трајање:       | 39:49   |  |